# متانتلین

متانتلین (انگلیسی: Methantheline) نوعی ترکیب آنتی‌موسکارینی است.